# (12479) Ohshimaosamu
(12479) Ohshimaosamu (1997 EG27) – planetoida z pasa głównego asteroid okrążająca Słońce w ciągu 3,46 lat w średniej odległości 2,28 j.a. Odkryta 5 marca 1997 roku.